# Bzionków
Bzionków (dodatkowa nazwa w j. niem. Bziunkau) – osada w Polsce, w województwie opolskim, w powiecie oleskim, w gminie Dobrodzień, nad potokiem Myślina.

## Historia
W spisach miejscowości Śląska wydanych w 1830 i 1845 roku Johann Knie wymienia owczarnię zwaną Bziunkau lub Bziunkow należącą do wsi Warłow (Warłów). W 1864 roku Brzunkau opisano jako jedną z trzech części dóbr Guttentag (Dobrodzień), w skład której wchodziły folwarki Rzendowitz (Rzędowice), Alt-Warlow i Neu-Warlow. W 1885 roku Bziunkau wzmiankowano już jako folwark, część obszaru dworskiego Warlow (Warłów) w powiecie Lublinitz (Lubliniec), w rejencji opolskiej, w prowincji Śląsk. Miejscowość obejmowała wówczas 5 gospodarstw i liczyła 78 mieszkańców. W 1895 roku folwark miał 5 gospodarstw zamieszkanych przez 96 osób. W 1905 roku miejscowość liczyła 64 mieszkańców w 6 gospodarstwach. Pod koniec XIX wieku obok Bzionkowa powstało osiedle Johannahütte, które należało do gminy Warlow i w 1895 roku miało 17 mieszkańców w 2 domach, a w 1905 roku – już 70 mieszkańców w 3 domach. W 1936 roku Bziunkau i Johannahütte otrzymały wspólną nazwę Johannahof. Po II wojnie światowej miejscowość funkcjonowała jako przysiółek. Polska nazwa Bzionków została formalnie nadana 8 listopada 1948 roku. 